# Lordi
Lordi (lordi) je hard rocková a heavy metalová skupina z finského Rovaniemi. Skupina vznikla roku 1992, od roku 2000 čítá pět členů, kteří se ale už pětkrát změnili. Jsou vítězové Eurovision Song Contest v roce 2006. Jsou známi zejména svými kostýmy inspirované hororovými postavami a lyrickými motivy. Dále vynikají hororovými videoklipy a promyšlenými pyrotechnickými prvky při koncertech. Jejich největším vzorem je kapela Kiss, díky které vznikl nápad na kostýmy, dále pak Accept, Alice Cooper a Twisted Sister. Z těchto všech kapel plyne jejich styl, a to hard rock a heavy metal 80. a 90. let minulého století.

## Název a vyslovení
Název je Lordi, tedy odvozen od pseudonymu frontmana skupiny. Hodně lidí název čte jako „lordi“ (kvůli asociaci s lordy), ve skutečnosti je však správné vyslovení [lordy].

## Styl
Styl je především Hard rock a Heavy metal, ale i malé procento písní je natočeno ve stylu Horror Rock. Zásadní součástí jejich hudby je show spojená s maskami a pyrotechnikou. Hlavní nástroj je kytara, ale ve všech písních vystupuje v záhlavní keyboard, bicí a baskytara. Další důležitou částí je chraplavý hlas zpěváka. Ve všech událostech spojených s kapelou vystupují členové v hororových převlecích, to znamená na rozhovorech, v talkshow, při oficiálním i neoficiálním focení a samozřejmě i na koncertech. Na veřejnost uniklo jen pár fotografii členů bez masek. Kvůli těmto fotkám se Lordi s novináři soudili. Jelikož Lordi soudní spor vyhráli, museli se jim novináři omluvit a je nadále zakázáno fotky členů bez masek zveřejňovat. I přesto jsou stále k nalezení na webu.

## Založení a historie

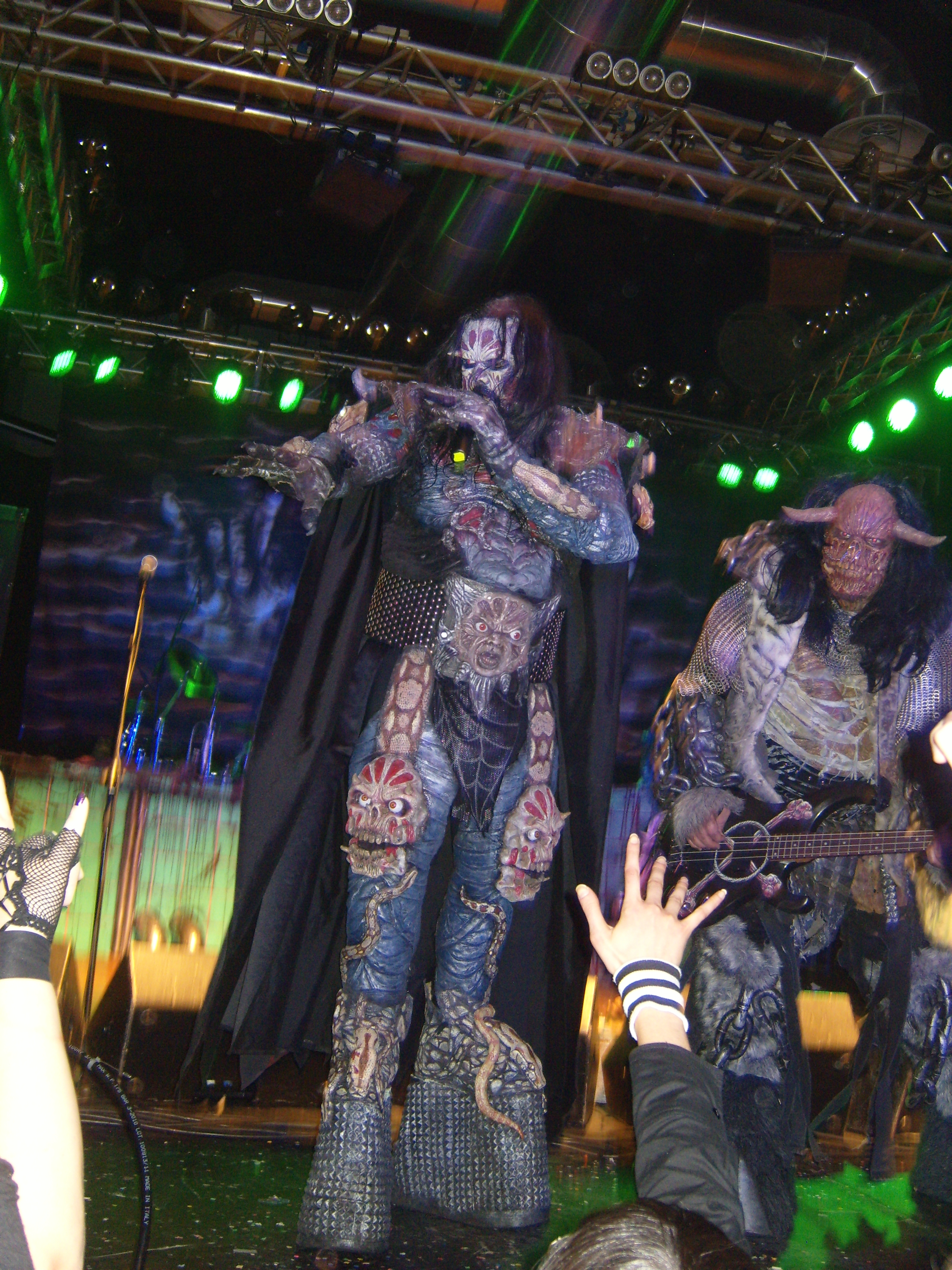
Mr. Lordi a OX (2010)

Skupina byla založena v roce 1992, kdy Mr. Lordi založil samostatný hudební projekt, který pojmenoval po své přezdívce ve finské Kiss-army (finský fanklub skupiny Kiss) Mr. Lordi. Sám nahrál několik demodesek, na kterých zpíval a hrál na kytaru a na bicí. V roce 1996 se na koncertu Kiss v Rovaniemi sešel Mr. Lordi, Amen a G-Stealer. Díky tomu se někdy datuje rok 1996 jako vznik skupiny Lordi. Právě skupiny Kiss byla inspirací Lordů a to jak v hudbě, tak i v kostýmech. O rok později se ke skupině přidala klávesistka Enary. V roce 1999 nahráli jejich první album Bend Over and Pray the Lord, které ale nikdy nevyšlo kvůli krachu produkční firmy. Ve stejném roce kapelu opustili G-Stealer z důvodu pracovního závazku a byl nahrazen Magnumem. V Roce 2000 se ke kapele připojil bubeník Kita i když kapela měla původně v plánu použít MIDI bicích místo skutečného bubeníka. V této sestavě nahráli své první vydané album (Get Heavy), ale ani jednou nehráli naživo. Jejich live premiéra přišla v roce 2003, kdy už ale ze skupiny odešel Magnum kvůli práci v Anglii a byl nahrazen Kalmou. V tomto složení vydávají Lordi roku 2004 své druhé album The Monsterican Dream. S tímto albem zajeli Lordi do některých zemí v Evropě a poprvé tak opustili hranice Finska. Další změny ve složení kapely přišly v roce 2005, kdy byla Enary kvůli neshodám v kapele nahrazena Awou, dále pak v roce 2006, kdy OX nahradil Kalmu, který odešel z rodinných důvodů. V roce 2006 se jim povedlo vyhrát Eurovision Song Contest v Athénách a také vydat jejich zatím nejúspěšnější album The Arockalypse. Zároveň se vydali na první celoevropské turné s názvem Bringing Back The Balls To Europe, při kterém poprvé zahráli i v Česku na Benátské noci. O rok později odehráli koncerty i v Japonsku při tourné Bringing Back The Balls To Japan a zúčastnili se jednoho z nejslavnějších a nejprestižnějších festivalů na planetě, a to festivalu Ozzfest na Novém Zélandu. Ani další rok (2008) Lordi nezaháleli a vydali album Deadache. Ten samý rok se vydali na první turné po USA nazvané USA Tour 2008. Roku 2009 přijeli Lordi i do ČR při dalším evropským tour Deadache Europe Tour 2009.V roce 2010 vydali album Babez for Breakfast. Krátce po vydání alba byl ze skupiny vyhozen Kita, kterého nahradil Otus. I s Otusem Lordi odjeli tour v roce 2010 nazvanou Europe For Breakfast, při které opět zavítali i do České republiky. V roce 2011 si dali Lordi menší koncertní i autorskou pauzu. Zúčastnili se nebo se teprve zúčastní jen čtyř festivalů v Evropě. I přesto Mr. Lordi píše nové písně k chystanému albu, které by mělo vyjít v roce 2012 k příležitosti oslavě 20 let existence kapely. V tomto roce by měli znovu vyjít písně z připravených ale nevydaných alb Napalm Market a Bend Over and Pray the Lord. V tomto roce také tragicky zemřel jejich dosavadní bubeník Otus. Dále se Lordi v roce 2012 vydali na další tour, ve kterém nechyběla i zastávka v ČR.
V roce 2012 opustila kapelu i klávesistka Awa. Identita klávesistky Helly byla odhalena spolu s identitou bubeníka Mana, s provizorní přezdívkou „The Drummer“. V roce 2019 opouští skupinu i OX, následně nahrazen Hiisim.
17. ledna 2020 skupina vydala třetí singl z alba Killection s názvem Like a Bee to the Honey, kterou napsali Paul Stanley a Jean Beauvoir během 80. let původně pro některé album KISS.
V květnu 2022 Amen-Ra odešel ze skupiny Lordi po 20 letech kvůli neshodám a rostoucímu napětí mezi ostatními členy kapely. Ten byl následně nahrazen Konem.

## Kostýmy
Obskurní kostýmy jsou jednou z hlavních součástí vzhledu skupiny. Členové skupiny odmítají vystupovat na koncertech, fotografovat se a dokonce i podávat rozhovory bez nich. Před Eurovision Song Contest roku 2006 v Řecku se nechávali fotografovat a dávali rozhovory v kompletních kostýmech u bazénu na přímém slunečním světle. Právě kvůli kostýmům jim hrozila diskvalifikace ze soutěže, kvůli tomu, že jsou podle některých lidí satanistické. Toto nařčení Lordi ustáli a celou soutěž v roce 2006 vyhráli. Publikování fotografií členů v novinách považuje skupina za urážky a pokusy zničit jejich image a díky vyhranému soudnímu procesu s novináři je publikování tváří členů kapely zakázáno. Motivy kostýmů jsou inspirovány z hororových filmů. Konkrétně jsou nebo byly ve skupině kostýmy s motivem mumie, kouzelnice, kata, zombie, atd. Všechny kostýmy navrhuje a z části i vyrábí Mr. Lordi. Kapela si kostýmy obnovuje při každém novém albu, což je asi každé dva roky. Jedním z důvodů jsou hygienické podmínky. Kostýmy jsou z plastu a nedají se prát. Po odjetí celého turné jsou propocené a smradlavé a je v nich velmi nepříjemné hrát. Zatím poslední změna kostýmů přišla v roce 2016 s novým albem Monstereophonic.

## Eurovision Song Contest roku 2006

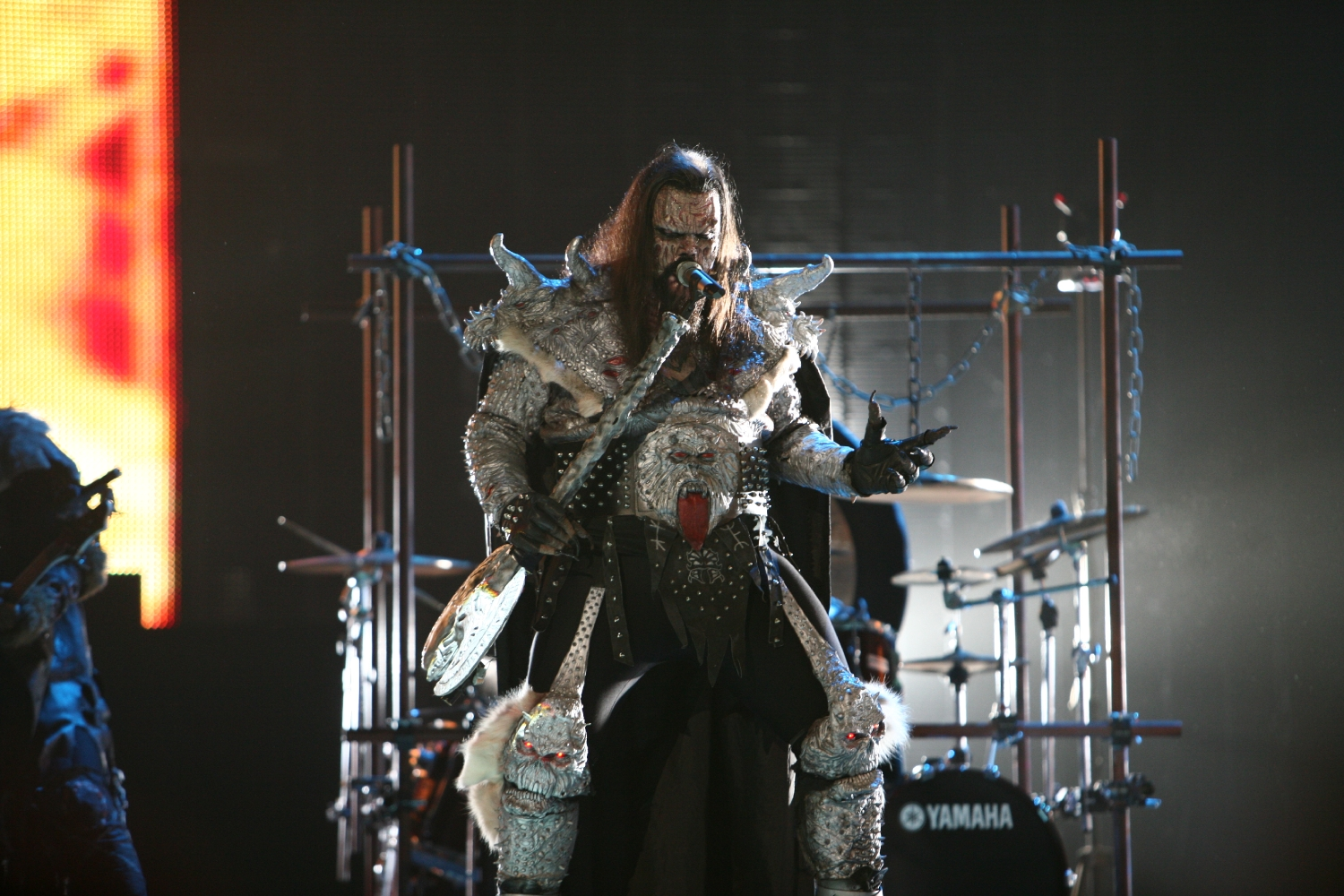
Lordi na Eurovision Song Contest 2007

Lordi reprezentovali v roce 2006 Finsko na Eurovision Song Contest, kde zahráli anglicky zpívanou skladbu „Hard Rock Hallelujah“. S velkým náskokem 44 bodů na druhého porazili ruského zpěváka Dimu Bilana, který si ale neúspěch vynahradil v roce 2008, kdy soutěž vyhrál. Hlasy dostali ze všech zúčastněných zemí kromě Albánie, Arménie a Monaka, získali tak do té doby nejvíce bodů v jednapadesátileté historii soutěže.

### Kontroverze
Výběr skupiny Lordi k tomu, aby reprezentovala svou zemi, vyvolal původně ve Finsku rozpaky. Někteří kritikové žádali i osobní intervenci finské prezidentky. Nicméně po vítězství této skupiny prezidentka Tarja Halonenová poslala skupině telegram s gratulacemi. Problémy však Lordi neměli jenom ve Finsku. V Řecku, kde se soutěž odehrávala, se také objevily snahy znemožnit skupině vystoupení s tím, že jsou satanisté. Skupina to rezolutně odmítla prohlášením, že těžko mohou být satanisté s písněmi jako „Hard Rock Hallelujah“ (Sláva rocku) nebo „Devil is a Loser“ (Ďábel je nula), ačkoli nejsou ani náboženskou skupinou. Ani jejich kostýmy podle nich nejsou satanistické, což doložili i názvy jejich kostýmů, jako Mumie, Čarodějka nebo Mimozemšťan. I přes tato obvinění kapela celou soutěž vyhrála a od Řecka dostala plný počet, tedy dvanáct, bodů. Další satanistické obvinění je zaskočila až v roce 2011, kdy byl z náboženských důvodů zrušen koncert na festivalu v Lotyšsku.

### Po Eurovizi
Lordi se z Řecka vrátili jako hrdinové, protože Finsko poprvé v historii vyhrálo tuto soutěž. Kromě už zmíněného telegramu od finské prezidentky je ve Finsku čekaly davy fanoušků. Hlavní oslavy se uskutečnily na jednom z helsinských náměstí. Zde se odehrál legendární koncert, který byl zakončený ohňostrojem, a byl zde vytvořen světový rekord v počtu lidí zpívajících karaoke, a to s písní „Hard Rock Hallelujah“. Z tohoto koncertu byl pořízen záznam, který pak Lordi vydali jako DVD pod názvem Market Square Massacre. Dále pak bylo náměstí ve městě Rovaniemi přejmenováno na Lordi's Square (v originále Lordin aukio, česky Náměstí Lordi). Na náměstí byly po vzoru chodníku hvězd v Hollywoodu umístěny pamětní desky s otisky rukou v betonu (obrázek níže). Lordi se také stali nejhranějšími autory ve finských rádiích.

## Současní členové

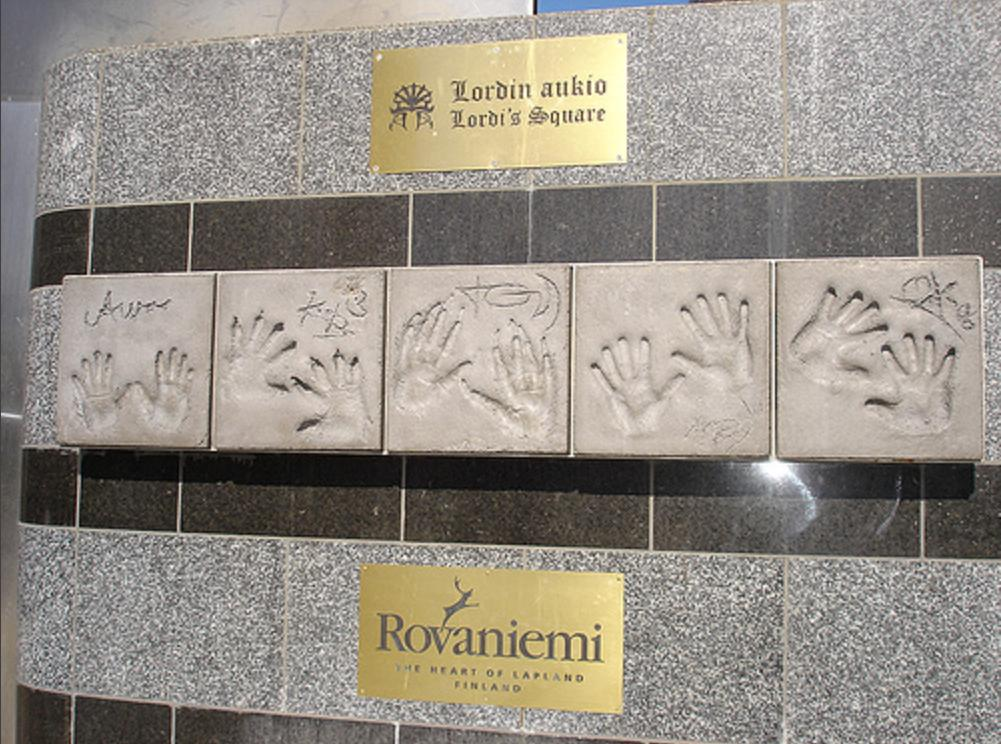
Otisky rukou členů Lordi z roku 2006

- Mr. Lordi – zpěv (1996–současnost)
- Kone – elektrická kytara (2022–současnost)
- Hiisi – basová kytara (2019–současnost)
- Mana – bicí (2012–současnost)
- Hella – klávesy (2012–současnost)
- Nalle – klávesy (2015-současnost) (náhradník Helly na koncertech)

## Bývalí členové
- G-Stealer – basová kytara (1996–2000) (Sami Keinänen)
- Magnum – basová kytara (2000–2002) (Sami Wolking)
- Enary – klávesy (1997–2005) (Erna Siikavirta)
- Kalma – basová kytara (2002–2006) (Niko Hurme)
- Kita – bicí (2000–2010) (Sampsa Astala)
- Otus – bicí (2010–2012) (Tommi Kristian Lillman)
- „The Drummer“ – (2012) (Jari Mäkeläinen)
- Awa – klávesy (2005–2012) (Leena Maria Peisa)
- OX – basová kytara (2005–2019) (Samer Mohamed Elsais el Nahhal)
- Amen – elektrická kytara (1996–2022) (Jussi Sydänmaa)

## Koncerty v ČR
K albu The Arockalypse:
25. 07. 2008 – Malá skála (festival Benátská noc)

K albu Deadache:
29. 11. 2008 – Zlín (festival Winter Masters of Rock)
16. 03. 2009 – Pardubice
17. 03. 2009 – Ostrava
18. 03. 2009 – Plzeň
18. 07. 2010 – Vizovice (festival Masters of Rock)

K albu Babez for Breakfast:
18. 11. 2010 – Praha
19. 11. 2010 – Ostrava

K albu To Beast or Not to Beast:
13. 07. 2013 – Vizovice (festival Masters of Rock)
05. 12. 2013 – Praha
06. 12. 2013 – Zlín
06. 09. 2014 – Havířov (festival Havířovské slavnosti)

K albu Scare Force One:
27. 02. 2015 – Zlín
28. 02. 2015 – Praha
04. 06. 2016 – Plzeň (festival Metalfest Open Air)

K albu Monstereophonic (Theaterror vs. Demonarchy):
20. 10. 2016 – Ostrava
21. 10. 2016 – Hluk
22. 10. 2016 – Praha
18. 08. 2017 – Moravský Krumlov (festival Rock Heart)

K albu Sexorcism:
14. 07. 2018 – Vizovice (festival Masters of Rock)
08. 11. 2018 – Praha
09. 11. 2018 – Zlín
10. 11. 2018 – Ostrava
11. 11. 2018 – Pardubice
06. 07. 2019 – Holýšov (festival Pekelný ostrov)

K albu Lordiversity:
07. 07. 2022 – Vizovice (festival Masters of Rock)
17. 10. 2022 – Plzeň
19. 10. 2022 – Zlín
20. 10. 2022 – Praha

K albu Screem Writers Guild:
10. 05. 2023 – Ostrava
09. 09. 2023 – Havířov (festival Havířovské slavnosti)
22. 04. 2024 – Praha
23. 04. 2024 – Ostrava
10. 08. 2024 – Pardubice (festival Friends Fest)

K albu Limited Deadition:

02. 08. 2025 – Dolní oblast Vítkovice (festival Ostrava v plamenech)

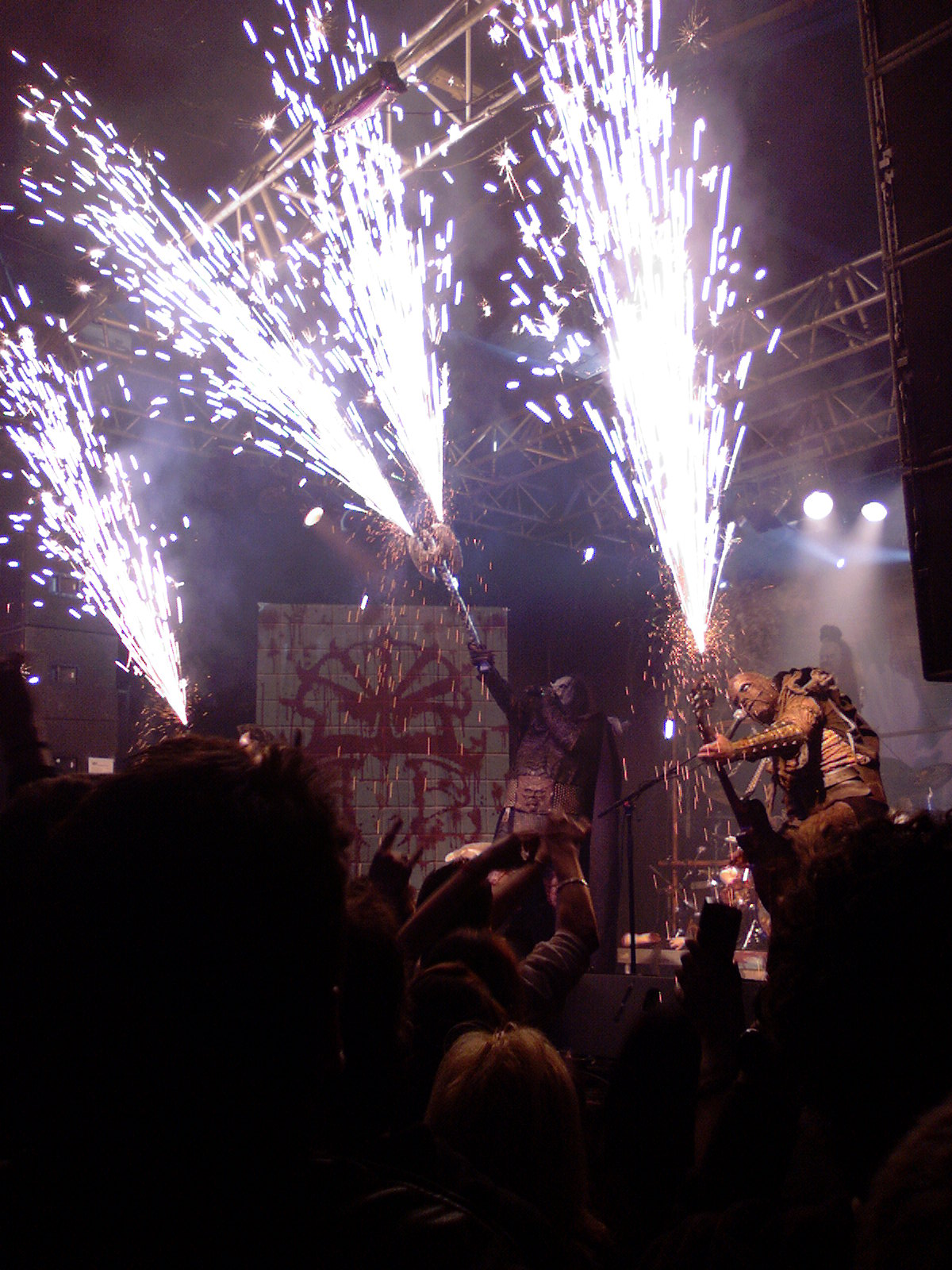
Lordi na pódiu (2009)

## Diskografie

### Studiová alba
- Napalm Market (1993)
- Bend Over and Pray the Lord (1997)
- Get Heavy (2002)
- The Monsterican Dream (2004)
- The Arockalypse (2006)
- Deadache (2008)
- Babez for Breakfast (2010)
- To Beast or Not to Beast (2013)
- Scare Force One (2014)
- Monstereophonic (Theaterror vs. Demonarchy) (2016)
- Sexorcism (2018)
- Killection (A Fictional Compilation Album) (2020)
- Lordiversity (2021)
- Screem Writers Guild (2023)
- Limited Deadition (2025)

### Kompilace
- The Monster Show (2005)
- Zombilation – The Greatest Cuts (2009)
- Scarchives Vol. 1 (2012)

### Singly
- Would You Love a Monsterman? (2002)
- Devil is a Loser (2003)
- Blood Red Sandman (2004)
- My Heaven Is Your Hell (2004)
- Hard Rock Hallelujah (2006)
- Who's Your Daddy? (2006)
- Would You Love a Monsterman? (2006 version) (2006)
- It Snows in Hell (2006)
- They Only Come Out at Night (2007)
- Beast Loose in Paradise (2008)
- Bite It Like a Bulldog (2008)
- Deadache (2008)
- This is Heavy Metal (2010)
- Rock Police (2010) (ohlášený singl vyšel pouze pro rádia)
- The Riff (2013)
- Sincerely with Love (2013) (ohlášený singl vyšel pouze pro rádia)
- Nailed by the Hammer of Frankenstein (2014)
- Scare Force One (2014) (ohlášený singl vyšel pouze pro rádia)
- Hug You Hardcore (2016)
- Your Tongue's Got the Cat (2018)
- Naked in My Cellar (2018)
- Shake the Baby Silent (2019)
- I Dug a Hole in the Yard for You (2019)
- Like a Bee to the Honey (2020)
- Believe Me (2021)
- Abracadaver (2021)
- Borderline (2021)
- Merry Blah Blah Blah (2021)
- Demon Supreme (2021)
- Day Off of the Devil (2022)
- Spear of the Romans (2022)
- Reel Monsters (2022)
- Better Hate than Never (2022)
- Lucyfer Prime Evil (2023)
- Thing in the Cage (2023)
- Dead Again Jayne (2023)
- Made of Metal (2024)
- Syntax Terror (2024)
- Retropolis (2025)
- Hellizabeth (2025)

### Videoklipy
- Would You Love a Monsterman? (2002)
- Devil is a Loser (2003)
- Blood Red Sandman (2004)
- Hard Rock Hallelujah (2006)
- Who's Your Daddy? (2006)
- Would You Love a Monsterman? (2006 version) (2006)
- It Snows in Hell (2006)
- Hard Rock Hallelujah (Eurovision Song Contest) (2007)
- Bite It Like a Bulldog (2008)
- This is Heavy Metal (2010)
- The Riff (2013)
- Nailed By the Hammer of Frankenstein (2014) (lyrics video)
- Scare Force One (2014)
- Hug You Hardcore (2016)
- Your Tongue's Got the Cat (2018) (lyrics video)
- Naked in My Cellar (2018)
- Shake the Baby Silent (2019) (lyrics video)
- I Dug a Hole in the Yard for You (2019)
- Like a Bee to the Honey (2020) (lyrics video)
- Believe Me (2021)
- Abracadaver (2021)
- Borderline (2021)
- Merry Blah Blah Blah (2021)
- Demon Supreme (2022)
- Reel Monsters (2022)
- Better Hate than Never (2022) (lyrics video)
- Lucyfer Prime Evil (2023) (lyrics video)
- Thing in the Cage (2023) (lyrics video)
- Dead Again Jayne (2023)
- Syntax Terror (2024) (lyrics video)
- Retropolis (2025) (lyrics video)
- Hellizabeth (2025)

### DVD

#### Market Square Massacre
DVD vydané v roce 2006 na oslavu Lordi v Eurovision Song Contest 2006. Obsahuje záznam koncertu na helsinském přístavu, kde kapela zahrála jejich nejslavnější písně jako Hard Rock Hallelujah, Devil is a Loser, Would You Love a Monsterman? a mnoho jiných. DVD dále obsahuje záznam písní z finského kola, 1. kola a finále Eurovizion Song Contest, dokument z Eurovizion 2006, film The Kin, ke kterému také fotky z natáčení a Dokument „Making of The Kin“. Jako další bonus obsahuje prvních šest videoklipů skupiny Lordi.

#### Bringing back the Balls to Stockholm

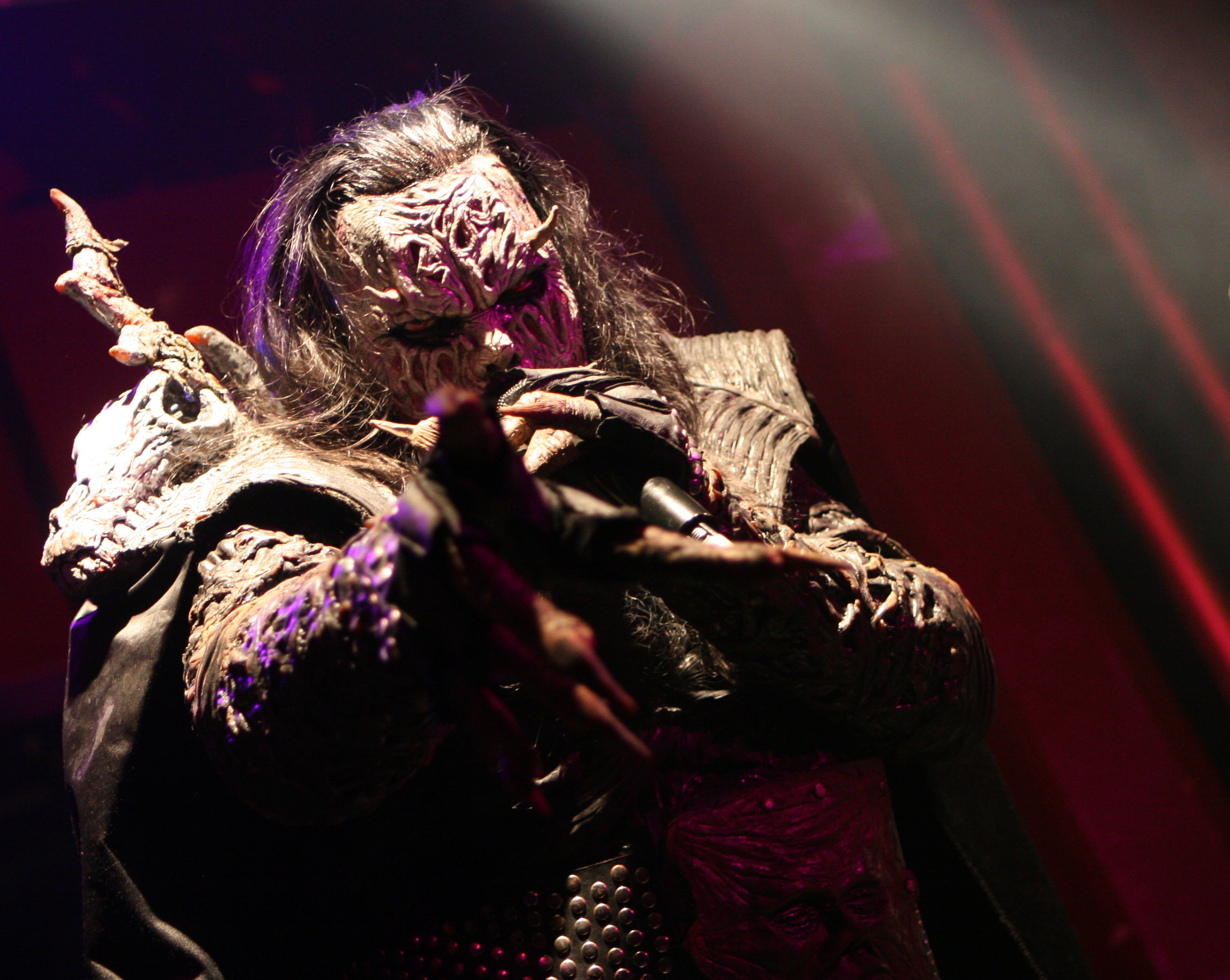
Mr. Lordi na koncertu v Barceloně (2008)

První celý záznam koncertu skupiny natečený 16. září 2006 ve Stockholmu, Švédsko. DVD bylo vydáno až v roce 2007. Nechybí na něm ani pyrotechnická show a hororové vystoupení členů kapely. Obsahuje 14 písní z nichž největší část tvoří písně z alba The Arockalypse.

#### The Kin
Film natočený roku 2004, který vypráví o ženě, která píše knihu o příšerách (ve filmu hrané Lordi). Ti postupně zabíjí lidi, kteří jsou v jejich přítomnosti, nebo ty, kteří po nich pátrají. Film trvá okolo 20 minut a režisérem je Lauri Haukamaa. Složení Lordi bylo stejné, jako na albu The Monsterican Dream i ve stejných maskách. Natočení podobného filmu byl sen každého ze členů Lordi, ale nejvíc si to přál Mr. Lordi.

#### Dark Floors
První celovečerní film, který se odehrává v nemocnici. Šestice lidí uvízne ve výtahu. Když se dostanou na obyčejnou chodbu zjistí, že všichni lidi v nemocnici jsou mrtví. Příčinou jsou Lordi, kteří se snaží zabít i poslední šestici. Další děj se odehrává při snaze lidí dostat se ven. Film je natočen roku 2008, režisére je Pete Riski a Lordi zde hrají v sestavě a maskách roku 2006. Díky tomuto filmu dosáhli Lordi na další vysněnou metu. K filmu vyšla také speciální píseň, single Beast Loose in Paradise. Album cover je poctou albu Creatures of the Night skupiny KISS z roku 1982. Píseň později vyšla jako bonusový materiál na albu Deadache a na kompilaci Zombilation.